# Клеман, Жак-Валер
Жак-Валер Клеман (фр. Jacques-Valère Clément; 1768—1839) — французский военный деятель, генерал-майор (1825 год), барон (1808 год), участник революционных и наполеоновских войн.

## Биография
30 октября 1782 года вступил солдатом в Нёстрийский пехотный полк, 30 августа 1790 года вышел в отставку. 21 декабря 1791 года вернулся к активной службе во 2-й батальон волонтёров Нижнего Рейна. 28 марта 1794 года стал адъютантом генерала Мишо, 5 июля 1796 года — у генерала Дезе. Сражался в рядах Рейнской армии, отличился при Раштатте 5 июля 1796 года. Произведён в капитаны прямо на поле боя в ходе осады Келя. Участвовал в Египетской экспедиции, 6 сентября 1799 года возглавил эскадрон в 14-м драгунском полку.
Вернулся во Францию вместе с Дезе, и вновь выполнял функции его адъютанта при Маренго. 22 июля 1800 года зачислен в штаб гвардии Консулов. После производства в полковники штаба, инспектировал батареи на побережье и островах между Нантом и Остенде.
По возвращении из этой миссии, 14 декабря 1803 года он был назначен начальником штаба корпуса гренадеров резерва в Аррасе. Получил почётную должность старшего аджюдана Императорского дворца. 17 сентября 1805 года возглавил 22-й полк линейной пехоты. 25 октября 1805 года ранен ядром в бедро. Участвовал в Прусской кампании 1806 года и Польской кампании 1807 года, сражался при Хамельне, Штральзунде, Гейльсберге и Фридланде. Но его раны не позволяют ему больше сидеть на лошади, и он вынужден подать в отставку 4 сентября 1807 года.
17 марта 1807 года получил дотацию в 4000 франков с Вестфалии.
Вернулся на службу 5 мая 1815 года, и 5 июня стал начальником штаба 1-го военного округа в Париже, 4 июля получил звание генерал-майора, однако оно не было подтверждено. Карл X 23 мая 1825 года произвёл его в почётные генерал-майоры.
В ходе событий июля 1830 года возглавил национальную гвардию Монтаржи, и 19 ноября 1831 года произведён в генерал-майоры. 1 января 1833 года вышел в отставку.

## Воинские звания
- Старший сержант (4 мая 1792 года);
- Лейтенант (7 сентября 1792 года);
- Капитан (5 октября 1796 года);
- Командир эскадрона (6 сентября 1799 года);
- Полковник штаба (27 августа 1803 года);
- Генерал-майор (23 мая 1825 года).

## Титулы

Герб барона Клемана.

- Герб барона Клемана.Барон Клеман и Империи (фр. baron de Clément et de l'Empire; декрет от 19 марта 1808 года, патент подтверждён 20 июля 1808 года в Байонне)[1].

## Награды
Легионер ордена Почётного легиона (5 февраля 1804 года)
 Коммандан ордена Почётного легиона (14 июня 1804 года)
 Кавалер военного ордена Святого Людовика (5 ноября 1814 года)